# Campionatul European de Scrimă din 1983
Campionatul European de Scrimă din 1983 s-a desfășurat la Lisabona în Portugalia. Probele pe echipe nu au fost incluse în program.

## Rezultate

### Masculin
| Probă   | Aur                   | Argint               | Bronz                   |
| Spadă   | Alexander Pusch (FRG) | Angelo Mazzoni (ITA) | Leszek Swornowski (POL) |
| Floretă | Andrea Borella (ITA)  | Klaus Reichert (FRG) | Angelo Scuri (ITA)      |
| Sabie   | Giovanni Scalzo (ITA) | Marin Ivanov (BUL)   | Ivan Ciomakov (BUL)     |

### Feminin
| Probă   | Aur                    | Argint                  | Bronz              |
| Floretă | Cornelia Hanisch (FRG) | Carola Cicconetti (ITA) | Linda Martin (GBR) |

### Clasament pe medalii
| Loc   | Țară           | Aur | Argint | Bronz | Total |
| ----- | -------------- | --- | ------ | ----- | ----- |
| 1     | Italia         | 2   | 2      | 1     | 5     |
| 2     | RFG            | 2   | 1      | 0     | 3     |
| 3     | Bulgaria       | 0   | 1      | 1     | 2     |
| 4     | Polonia        | 0   | 0      | 1     | 1     |
| 4     | Marea Britanie | 0   | 0      | 1     | 1     |
| Total | Total          | 4   | 4      | 4     | 12    |